# Blues People
Blues People — студійний альбом американського блюзового співака Еріка Бібба, випущений 4 листопада 2014 року канадським лейблом Stony Plain Records.
Концепція альбому виникла після того, як Бібб побував на церемонії Blues Music Awards у Мемфісі. Вона надихнула його на створення колекції пісень про зміни та надію у співпраці з друзям-музикантами, такими як Тадж Махал, The Blind Boys Of Alabama, Руті Фостер, Гай Девіс, Майкл Джером Браун, Гаррісон Кеннеді та ін.
Назву альбом отримав від однойменної книги афроамериканського поета Амірі Барака, виданої у 1963 році.

## Список композицій
Більшість композицій альбому складається з власних оригінальних пісень Еріка Бібба, а також пісень, які написали Гай Девіс («Chocolate Man»), Преп. Гері Девіс («I Heard the Angels Singin’») та традиційна «Needed Time» з аранжуванням Тадж Махала, Еріка Бібба і Гленна Скотта.
1. «Silver Spoon» (з Попа Чаббі) (Ерік Бібб) — 4:21
2. «Driftin' Door to Door» (Ерік Бібб, М.Дж. Браун) — 3:25
3. «God's Mojo» (Ерік Бібб, Гленн Скотт) — 4:14
4. «Turner Station» (Ерік Бібб) — 3:54
5. «Pink Dream Cadillac» (Ерік Бібб) — 2:38
6. «Chocolate Man» (з Гаєм Девісом) (Гай Девіс) — 4:01
7. «Rosewood» (Ерік Бібб, Гленн Скотт) — 5:01
8. «I Heard the Angels Singin'» (з Дж.Дж. Мілто та The Blind Boys of Alabama) (Преп. Гері Девіс) — 3:45
9. «Dream Catchers» (з Руті Фостер і Гаррісоном Кеннеді) (Ерік Бібб, Руті Фостер, Гаррісон Кеннеді) — 4:17
10. «Chain Reaction» (з Гленном Скоттом) (Джеймс Браєн, Кертіс Річа, Гленн Скотт) — 3:23
11. «Needed Time» (з Тадж Махалом, The Blind Boys of Alabama та Руті Фотсер) (традиційна) — 6:30
12. «Out Walkin'» (Ерік Бібб) — 2:19
13. «Remember the Ones» (з Ліндою Тіллері) (Ерік Бібб, Ульріка Понтен, Лінда Тіллері) — 3:35
14. «Home» (з Андре де Ландж) (Ерік Бібб, Андре де Ландж) — 4:33
15. «Where Do We Go» (з Лейлою Мак-Калла) (Ерік Бібб) — 4:00

Композиції «Needed Time» і «Turner Station» були записані на студії Squat Sound у Лондоні (інженери Дайр Гормсен та Адам Коул). Усі інші композиції записані та зведені на студії Kensal Town Studios у Лондоні Гленном Скоттом, окрім «Pink Dream Cadillac» — записана та зведена продюсером
Стаффаном Астнером у студії Sound of Hägersten у Швеції. Додаткові записи були зроблені у студіях Studio de la Seine у Парижі та Deep Blue Studios у Нючепінгу, Швеція.

## Учасники запису
| - Ерік Бібб — вокал (усі композиції) і акустична гітара (1, 2, 3, 4, 7, 8, 9, 11)/гіталеле (5, 6)/електрична гітара (13) - Гленн Скотт — вокал (10), фортепіано (3, 6, 8, 11, 14, 15), бас і ударні (1, 2, 3, 6, 8, 9, 10, 13, 14), орган Хаммонда (1, 3, 4, 9, 10, 13), електричне фортепіано Вурлітцера (4, 7, 14), перкусія (1, 2, 6, 9, 10, 13, 14), клавішні (3, 7, 9, 10, 11, 14), мелодична гармоніка (11, 15), бек-вокал (4, 9, 10, 12, 13), аранжування духових (13) - Стаффан Астнер — акустична слайд-гітара (5), електрична гітара (9, 10, 15), акустична гітара (9, 10, 15), гіталеле (10, 14), бузукі (4) - Майкл Джером Браун — акустична слайд-гітара (1, 2), електрична слайд-гітара (4, 11), 12-струнна гітара (8), акустична гітара (12) - Пол Робінсон — ударні і перкусія (4, 11) - Невілл Малколм — бас (4), вертикальний бас (11, 15) - Десмонд Фостер — бас (9) - Оллі Гаавісто — педальна стіл-гітара (11) - Ерік Арвіндер — аранжування струнних та диригування (7) - Петрі Гакала — мандола (15) - Сара Бергквіст-Скотт — бек-вокал (9) - Періс Реніта — бек-вокал (10) - Боб Меннінг — бек-вокал (11) - Ульріка Понтен — бек-вокал (11) - Біг Дедді Вілсон — бек-вокал (11) - Соло Сіссохо — кора (14) - Войтек Горал — сопрано саксофон (15) | Запрошені артисти - Тадж Махал — вокал і банджо («Needed Time») - The Blind Boys of Alabama — вокал («I Heard the Angels Singin'» і «Needed Time») - Джиммі Картер, Ерік «Рікі» Мак-Кінні, Джої Вільямс, Бен Мур і Пол Бізлі - Дж.Дж. Мілто — губна гармоніка («I Heard the Angels Singin'») - Гай Девіс — вокал і акустична гітара («Chocolate Man») - Руті Фостер — вокал («Needed Time» і «Dream Catchers») - Попа Чаббі — електрична гітара («Silver Spoon») - Гаррісон Кеннеді — вокал («Dream Catchers») - Гленн Скотт — вокал («Home») - Лінда Тіллері — вокал («Remember the Ones») - Андре де Ландж — вокал («Home») - Лейла Мак-Калла — вокал і банджо («Where Do We Go») - Хор — Гленн Скотт, Шаніка Саймон, Лорна Весселл, Тагіра Ендрюс, Ізраел Томлінсон та Черелл Брейтвейт Технічний персонал - Гленн Скотт — продюсер - Філіпп Ланглуа — виконавчий продюсер - Бен Гіто — ілюстрації - Патрісія Горостарцу — фотографії Еріка Бібба - Бруно Буссар — художнє оформлення |